# Arthur Tress
Arthur Tress (Brooklyn, Nueva York, 24 de noviembre de 1940) es un fotógrafo y artista estadounidense conocido por sus fotografías surrealistas y sus desnudos masculinos.

## Vida y obra
Arthur Tress era el más pequeño de cuatro hermanos, entre ellos Madeleine Tress, abogada y activista de derechos LGBT+, con padres separados. Pasó su infancia tanto con su padre, que volvió a casarse y vivía en un barrio de clase alta, como con su madre, quien permaneció separada tras el divorcio y cuya vida no era tan lujosa. A la edad de 12 años, Arthur comenzó a fotografiar en los circos y edificios derrumbados de Coney Island, Nueva York, donde creció.
Tress estudió en el instituto Abraham Lincoln en Coney Island y en 1962 se graduó en Artes en la universidad Bard en Nueva York. Después se fue a París, Francia, para estudiar cine. Durante ese tiempo viajó a Japón, África, México y por toda Europa. Descubrió muchas tribus y culturas y quedó fascinado por el papel que ejercía la figura del chamán. Esto le influirá en su trabajo posterior. Tress pasó la primavera y el verano de 1964 en San Francisco, documentando la elección de Barry Goldwater como representante del Partido Republicano para la presidencia de Estados Unidos, los movimientos por los derechos civiles de la gente de color y el tour de los Beatles. Arthur Tress tomó alrededor de 900 fotografías que fueron descartadas y descubiertas en 2009, cuando protagonizaron una exposición en el M. H. de Young Memorial Museum de San Francisco.
Actualmente reside en San Francisco, California.

## Publicaciones
- Open Space in the Inner City: Ecology and the Urban Environment. Nueva York, 1971.
- The Dream Collector (El coleccionista de sueños). Con texto de John Minahan. 
  - Richmond: Westover, 1972.
  - New York: Avon, 1974.
- Shadow (Sombra). Novela fotográfica. New York: Avon, 1975
- Theater of the Mind (Teatro de la mente). Con texto de Duane Michaels, Michel Tournie y A.D. Coleman. Dobbs Ferry: Morgan and Morgan, 1976.
- Rêves (Sueños). Con texto de Michel Tournier. Bruselas, 1979.
- Talisman (Talismán). Editado por Marco Livingstone. Oxford: Museum of Modern Art, Oxford, 1986.
- The Teapot Opera. Fotografía y texto de Arthur Tress.
  - Goro International, 1986.
  - Abbeville, 1988.
- Male of the Species: Four Decades of Photography by Arthur Tress. Con texto de Michale Tournier. Fotofactory Press, 1999.
- Fish Tank Sonata. Bulfinch, 2000.
- Arthur Tress: Fantastic Voyage. Fotografías de 1956-2000. Bulfinch, 2001.
- Memories (Recuerdos). Fotografías de Arthur Tress, poemas de Guillaume Apollinaire. 21st Editions, 2003
- Arthur Tress: Facing Up. Top Choice, 2004.
- Arthur Tress San Francisco 1964 por James Ganz. Prestel USA, 2012
- Arthur Tress: Transréalités. Francia: Contrejour. 2013
- Egipto 1963 uno. Southport, Inglaterra: Café Royal, 2014. Edición de 150 copias.
- Egipto 1963 dos. Southport, Inglaterra: Café Royal, 2014. Edición de 150 copias.

## Colecciones
La obra de Arthur Tress se puede visitar en los siguientes museos:
- Museum of Modern Art, Nueva York
- Museo Metropolitano de arte, Nueva York
- George Eastman House, Nueva York
- Centro de Fotografía Contemporánea, Chicago, Illinois
- Biblioteca Nacional de Francia, París, Francia
- Centro Pompidou, París, Francia
- Museo Stedelijk, Ámsterdam, Países Bajos
- Museo de Arte del Condado de Los Ángeles, California
- Museo de Bellas Artes, Houston, Texas
- Museo Whitney de Arte Estadounidense, Nueva York
- Museo de Arte Moderno de San Francisco, California